# Schwenningen (powiat Sigmaringen)
Schwenningen – miejscowość i gmina w Niemczech, w kraju związkowym Badenia-Wirtembergia, w rejencji Tybinga, w regionie Bodensee-Oberschwaben, w powiecie Sigmaringen, wchodzi w skład wspólnoty administracyjnej Stetten am kalten Markt. Leży w Jurze Szwabskiej, ok. 15 km na zachód od Sigmaringen.